# Rimonabant
Rimonabant – organiczny związek chemiczny, stosowany w leczeniu otyłości.
Rimonabant jest selektywnym antagonistą receptora kannabinoidowego typu 1 (CB1).
Receptor CB1 zlokalizowany jest w mózgu, tkance tłuszczowej, mięśniach szkieletowych, wątrobie i innych narządach. Lek blokuje obwodowe i centralne receptory CB1 i w ten sposób zmniejsza łaknienie. Pozwala to kontrolować masę ciała i obwód w talii oraz poprawia profil metaboliczny zwiększając stężenie cholesterolu frakcji HDL (tzw. dobrego cholesterolu).
Rimonabant został po raz pierwszy opisany w 1994 roku. Badania kliniczne dowiodły, że wraz z modyfikacją stylu życia jest skuteczny w redukcji masy ciała u osób otyłych. Od czerwca 2006 r. rimonabant (Acomplia) został dopuszczony do obrotu na terytorium całej Unii Europejskiej, ale w październiku 2008 r. Europejska Agencja Leków odradziła jego przepisywanie pacjentom i preparat został wycofany ze sprzedaży z powodu częstych działań niepożądanych[niewiarygodne źródło?].
Do możliwych działań ubocznych należą: nudności, zakażenie górnych dróg oddechowych, niestrawność, wymioty, zaburzenia snu, nerwowość, depresja, drażliwość, zawroty głowy, biegunka, lęk, świąd, nadmierne pocenie się, skurcze lub długotrwały skurcz mięśni, zmęczenie, siniaki, ból, zapalenie ścięgna, utrata pamięci, ból pleców (rwa kulszowa), zmiana czucia (zmniejszenie czucia lub nieprawidłowe uczucie palenia lub kłucia) w rękach i stopach, uderzenia gorąca, upadek, grypa, uraz stawu, senność (letarg), drżenie, czkawka, gniew, niepokój (zaburzenie nastroju), zaburzenia emocjonalne, myśli samobójcze, agresywność lub agresywne zachowanie, hipoglikemia, omamy, drgawki, zaburzenia koncentracji, urojenia, paranoja, wysypka, ból głowy i ból brzucha.